# Esquema d'imatge
Un esquema d'imatge és una estructura mental que ajuda a entendre determinades construccions semàntiques comparant-les amb aspectes físics o sensorials. És per tant una metàfora conceptual estesa, és a dir, un conjunt d'analogies mentals que tradueixen les expressions a termes d'espai i temps. La majoria d'esquemes s'aprenen des de la infantesa. El terme fou encunyat per George Lakoff, influït per la teoria de la psicologia de la Gestalt. Els esquemes poden ser dependents de la llengua que s'empri en cada context.
Un exemple en català seria afirmar que una persona és "part" d'una família i que "trenca" amb ella quan la relació no funciona; en aquest cas l'esquema d'imatge és un cos sòlid (família), compost per parts (parents), que en empitjorar la relació personal se "separen" del nucli, el qual queda "trencat". S'usen conceptes perceptius, el de cossos múltiples que es poden fracturar, per entendre l'afectació d'un canvi personal entre parents.
Mark Johnson indica que aquests esquemes bàsics permeten construir el pensament abstracte. La lingüística cognitiva els analitza com a part de la comprensió de l'estructuració, emmagatzematge i recuperació del lèxic a la ment, ja que el cervell activa els esquemes en la interacció lingüística amb altres persones i llavors els termes relacionats amb l'esquema esdevenen més accessibles per a la memòria de treball. Els esquemes actuen com a marc previ a la comprensió i emissió de missatges i per aquest motiu es relacionen amb les categories mentals de Kant.
Els programadors d'intel·ligència artificial poden ensenyar l'ús d'aquests esquemes a les màquines per avançar en la comprensió d'interaccions humanes, especialment en el llenguatge figurat.

## Llista d'esquemes
A continuació es llisten alguns esquemes mentals comuns:
- contenidor - contingut
- camí - meta
- cicle
- centre - perifèria
- escala
- lluny - a prop
- part - tot

Els esquemes també es poden agrupar entre ells per formar esquemes més complexos